# Рудник Просперо
Рудник Просперо — колишній гірничодобувний майданчик на заході Австралії.
Розробку нікелевого родовища Просперо організувала компанія Jubilee Gold Mines NL (яку в 2007-му придбала компанія Xstrata). Поклад залягав на глибині у 520 метрів, тому вести видобуток було можливо лише підземним способом. Для доступу до покладу спорудили транспортний ухил, вхідний портал якого був за 2 кілометри на північний захід від рудного тіла. Рудник досягнув будівельної готовності у 2007 році.
Видобуту на Просперо руду відправляли на збагачувальну фабрику Космос, що була за кілька кілометрів північніше родовища. Є відомості, що після запуску Проперо в роботу вона вийшла на рівень у 348 тисяч тонн руди, що перевищувало попередній показник на 54 %.
Станом на 2007 рік запаси Просперо оцінили у 1,18 млн тонн руди з середнім вмістом нікелю 4,73 % (крім того, ресурси оцінювали у 1,47 млн тонн з середнім вмістом 6,1 %). Втім, вже у 2011-му на тлі несприятливої економічної ситуації рудник закрили, а згодом провели його рекультивацію.